# Chronogaster boettgeri
Chronogaster boettgeri is een rondwormensoort uit de familie van de Chronogasteridae. De wetenschappelijke naam van de soort is voor het eerst geldig gepubliceerd in 1956 door Kischke.